# 伊捷尔缅人
伊捷尔缅人（俄語：Ительме́ны ，伊捷尔缅語：Итәмән，在伊捷尔缅语中意为“居民”，是该民族的自称），部分文献亦译为伊杰里门人或堪察加人，是俄羅斯堪察加半岛的本土民族。

## 历史
学界大多认为，伊捷尔缅人和楚科奇人、科里亚克人有相同的起源。部分历史文献将堪察加半岛的本土民族（伊捷尔缅人、阿伊努族、科里亚克人和楚凡人）統稱「堪察加人」（堪察达尔人），也有将哥萨克人和伊捷尔缅人的混血称为堪察加人的。但伊捷尔缅人的起源尚未完全研究清楚，学界则看法不一。斯捷潘·克拉舍宁尼科夫在18世纪对堪察加考察四年后，于1755年写成了《堪察加大地志》，书中从语言和人种特征分析，认为堪察加人以前住在蒙古，与蒙古人是同一个民族。
《新唐书》和《文献通考》记载，伊捷尔缅人可能很早就和中国建立了联系。当时堪察加半岛除了伊捷尔缅人，在南端还住着阿伊努族，北端住着科里亚克人，伊捷尔缅人和他们之间既有以物易物的贸易往来，又有以报仇或抓俘虏为目的的战争，被俘者通常沦为奴隶。
自17世纪末，俄罗斯帝国开始征服堪察加半岛。1695年，弗拉基米尔·瓦西里耶维奇·阿特拉索夫被派往阿德纳尔斯克任总管。他派遣哥萨克土匪卢卡·莫罗兹科带领16人到堪察加半岛南部进行殖民活动。殖民者先是到达了科里亚克人的范围，然后又继续南下到伊捷尔缅人的村落并将其洗劫一空。1697年，阿特拉索夫又亲自带领120人（一半是俄罗斯人，一半是尤卡吉尔人）远征伊捷尔缅人。在队伍经历分离、哗变等之后，阿特拉索夫在克柳切夫斯克火山地区的堪察加河谷一带找到了伊捷尔缅人，他们之间没有发生冲突。但此地的伊捷尔缅人又告诉阿特拉索夫，下游的部落常常袭击他们。阿特拉索夫在当地伊捷尔缅人的带领下，顺堪察加河而下，摧毁了拒不纳税的伊捷尔缅人堡寨。此后1712-1713年间，负责开拓的哥萨克又数次与伊捷尔缅人发生冲突，互有死伤。
俄罗斯殖民统治者对伊捷尔缅人征收高额税赋，并强迫他们服徭役。沉重的税赋激发了伊捷尔缅人的不满，他们多次组织起义，其中以1731年的规模最大。此时大部分俄军被调去征伐楚科奇人，伊捷尔缅人首领通过会客宴的形式秘密串联，决定发动起义，并以威望甚高的托伊昂多尔·哈尔钦。7月20日起义正式爆发，攻占了殖民点堪察加斯克，杀死了其中大多数的哥萨克。克柳切夫斯科乡的伊捷尔缅人在酋长切格奇（哈尔钦的伯父）带领下也发动起义。21日，哥萨克头目雅科夫·根斯闻讯，率俄军讨伐，于26日抢回堪察加斯克，切格奇战死。哈尔钦带着几名亲兵逃离，召集族人准备继续战斗，但最终被俄国人俘虏并处死。这次起义的失败标志着俄国人完全征服伊捷尔缅人。

## 生产方式
伊捷尔缅人多数生活在半島中部的堪察加河河谷一地，以捕鱼和狩猎为主要生产方式。春秋两季，成年男性會捕魚、运鱼，而女性和儿童会帮助洗鱼、把鱼晒成鱼干。深秋以后，则使用冰冻的方式储存。在俄罗斯人到来前，伊捷尔缅人捕猎的主要目的是获取食物，而在俄罗斯人到来后，采集毛皮变得普遍起来。其狩猎工具主要是弓箭和捕兽器，后来也使用火枪。此外，伊捷尔缅妇女会采集一些野生植物供食用。
在与俄罗斯人接触后，伊捷尔缅人也逐渐学会耕作和放牧。在18世纪末，伊捷尔缅人已经养马和牛，种植蔬菜，并开始使用马车出行。俄罗斯人带来的铁器和铜器到来后，伊捷尔缅人的陶器制作逐渐衰落。

## 生活习俗

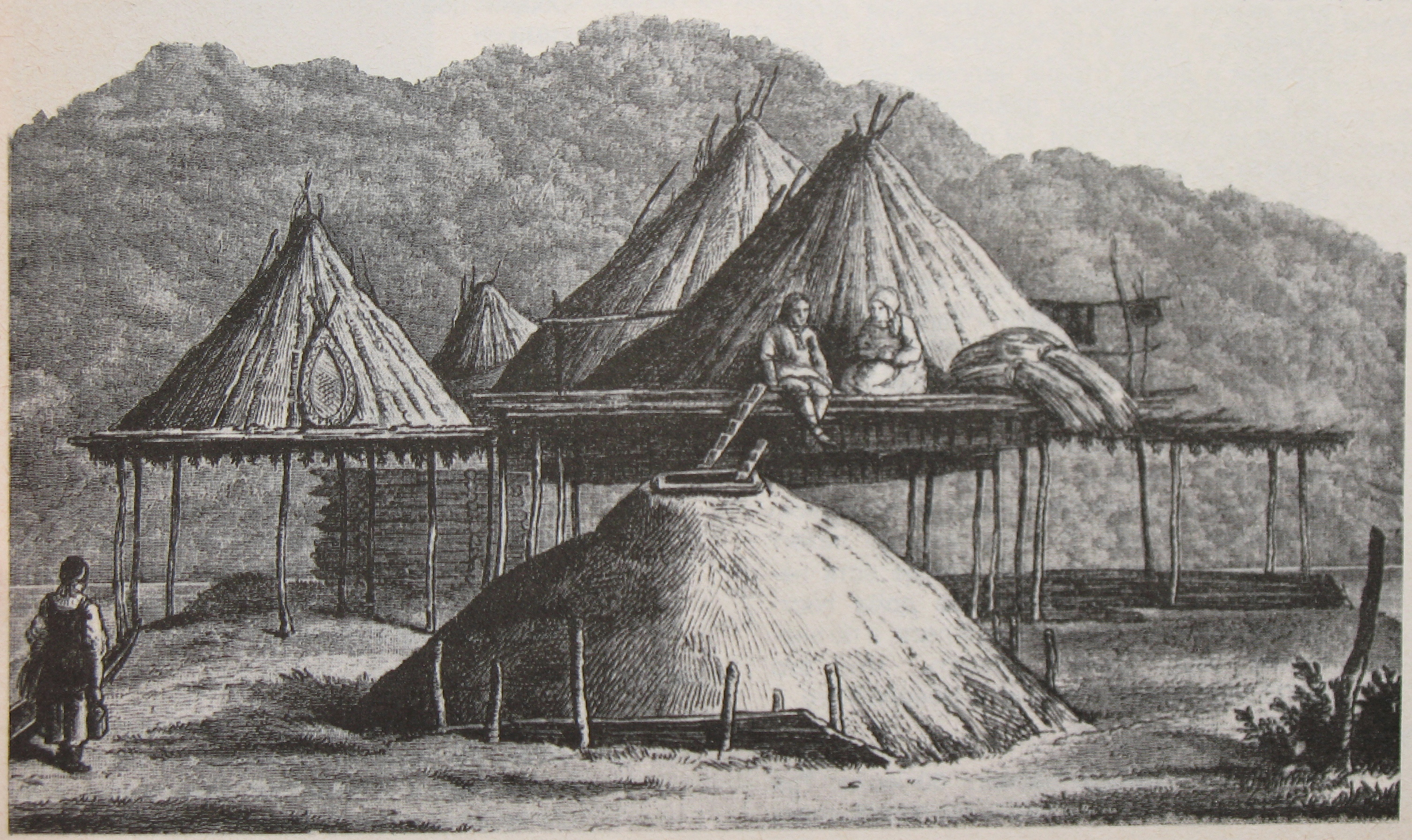
伊捷尔缅人夏季的架空板棚

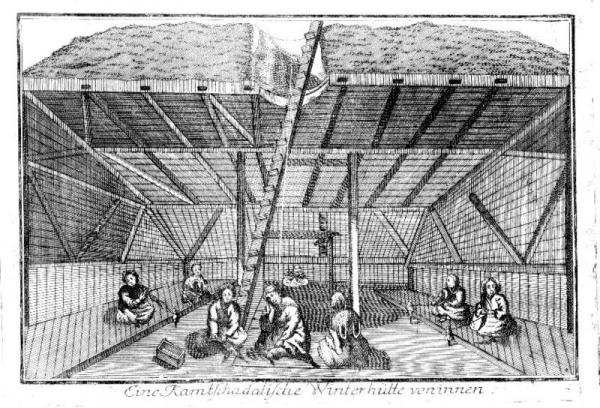
伊捷尔缅人冬季住在容纳很多人的地窖

传统上，伊捷尔缅人的主要食物是鱼干，此外也吃其他海兽、陆兽和飞禽的肉，以及植物的块根。他们最丰盛的食物叫“谢拉加”。伊捷尔缅人的衣服主要由鹿皮、狗皮或海豹皮等兽皮制成。
伊捷尔缅人沿堪察加半島的各種河流定居，在夏季和冬季住在不同的房子。从11月開始居住冬季的地窖中，在土地上挖出3-5英尺深的一個矩形地窖，牆壁上再鋪上用木棍和稻草，以防止水分污染室內。地窖的主要功能是御寒，可容纳百余人。在春季和夏季，伊捷尔缅人生活在架空的板棚中，门口放着梯子。由於在夏季地面解凍，冬季房屋的地面開始进水。在夏季，每個家庭在村里住在自己的房子，而不是像在冬天共享一個大房子。
伊捷尔缅人的传统交通工具是狗拉雪橇，分两种，一种是轻便的，用于载人；另一种用于载货，相对更结实些。拉撬的狗耐力强，能忍受饥寒劳累。驾驶雪橇的人则需要不时抽打狗，并发出指令，以让狗快速飞奔。夏季水上交通工具是独木舟或由几根木头制成的木筏。
俄罗斯人征服伊捷尔缅人后，族人的衣食住行逐渐俄罗斯化。根据克拉舍宁尼科夫的记载，“到处都发生巨大变化，顽固坚持原来习俗的老人几乎绝迹，几乎所有年轻人都极力模仿俄罗斯人，并嘲笑他们前辈的婚姻和生活，讥讽他们的迷信无知。”

## 社会和家庭结构
17世纪末，伊捷尔缅人仍停留在氏族社会，同一个地窖里的人组成一个氏族，并保留了母系氏族社会的一些特点，如从妇居制、未婚夫到未婚妻家里劳动等。但到了18世纪初，母系氏族组织已瓦解。伊捷尔缅人没有官长和法律，也不向任何人纳税。被俄国人征服后，其村庄的村长通常由本族人内部世袭，并报请俄罗斯地方当局批准。

## 人口

2010年伊捷尔缅人的人口分布

| 年份 | 18世纪30年代 | 1897  | 1926  | 1979  | 1989  | 2002  | 2010  | 2021  |
| ---- | ------------ | ----- | ----- | ----- | ----- | ----- | ----- | ----- |
| 人口 | 2716         | 2779  | 814   | 1400  | 2481  | 3180  | 3193  | 2596  |
| 备注 | 只计纳税者   | [ 2 ] | [ 2 ] | [ 2 ] | [ 4 ] | [ 5 ] | [ 6 ] | [ 7 ] |

## 文化
伊捷尔缅人的語言伊捷尔缅語与楚科奇語及科里亞克語形成一個语系，稱為楚科奇-堪察加语系。苏联在20世纪30年代为伊捷尔缅语设置了拉丁字母，但很快被废弃。到了2010年，該語言只剩下82位年老的使用者。
和科里亚克人、楚科奇人等西伯利亚原住民族一样，伊捷尔缅人也信奉萨满教，但没有专门的萨满法师，一般由妇女扮演。其主要节日是秋节，为期两天，分别进行祭神和赎罪。